# Fluoruvita
La fluoruvita és un mineral de la classe dels silicats, que pertany al grup de la turmalina. Va ser anomenada uvita l'any 1929 per a la seva localitat tipus, la província d'Uva (Sri Lanka). El prefix químic va ser afegit per l'IMA el 2008.

## Característiques
La fluoruvita és un silicat de fórmula química CaMg₃(Al₅Mg)(Si₆O18)(BO₃)₃(OH)₃F. Va ser aprovada com a espècie vàlida per l'Associació Mineralògica Internacional l'any 2010. Cristal·litza en el sistema trigonal. La seva duresa a l'escala de Mohs és 7,5.
Segons la classificació de Nickel-Strunz, la fluoruvita pertany a «09.CK - Ciclosilicats, amb enllaços senzills de 6 [Si₆O18]12-, amb anions complexos aïllats» juntament amb els següents minerals: fluorschorl, fluorbuergerita, cromodravita, dravita, elbaïta, feruvita, foitita, liddicoatita, olenita, povondraïta, schorl, magnesiofoitita, rossmanita, oxivanadiodravita, oxidravita, oxirossmanita, cromoaluminopovondraïta, fluordravita, abenakiïta-(Ce), scawtita, steenstrupina-(Ce) i thorosteenstrupina.

## Formació i jaciments
L'espècie ha estat descrita gràcies als exemplars de quatre indrets del districte miner de Franklin, al comtat de Sussex (Nova Jersey, Estats Units): la localitat de Franklin, la mina homònima i les pedreres Fowler i Braens. També ha estat descrita en altres indrets del comtat, així com a l'estat de Nova York, al Canadà, el Brasil, Eslovàquia, Myanmar i Sri Lanka.